# Lobe den Herren, den mächtigen König der Ehren, BWV 137

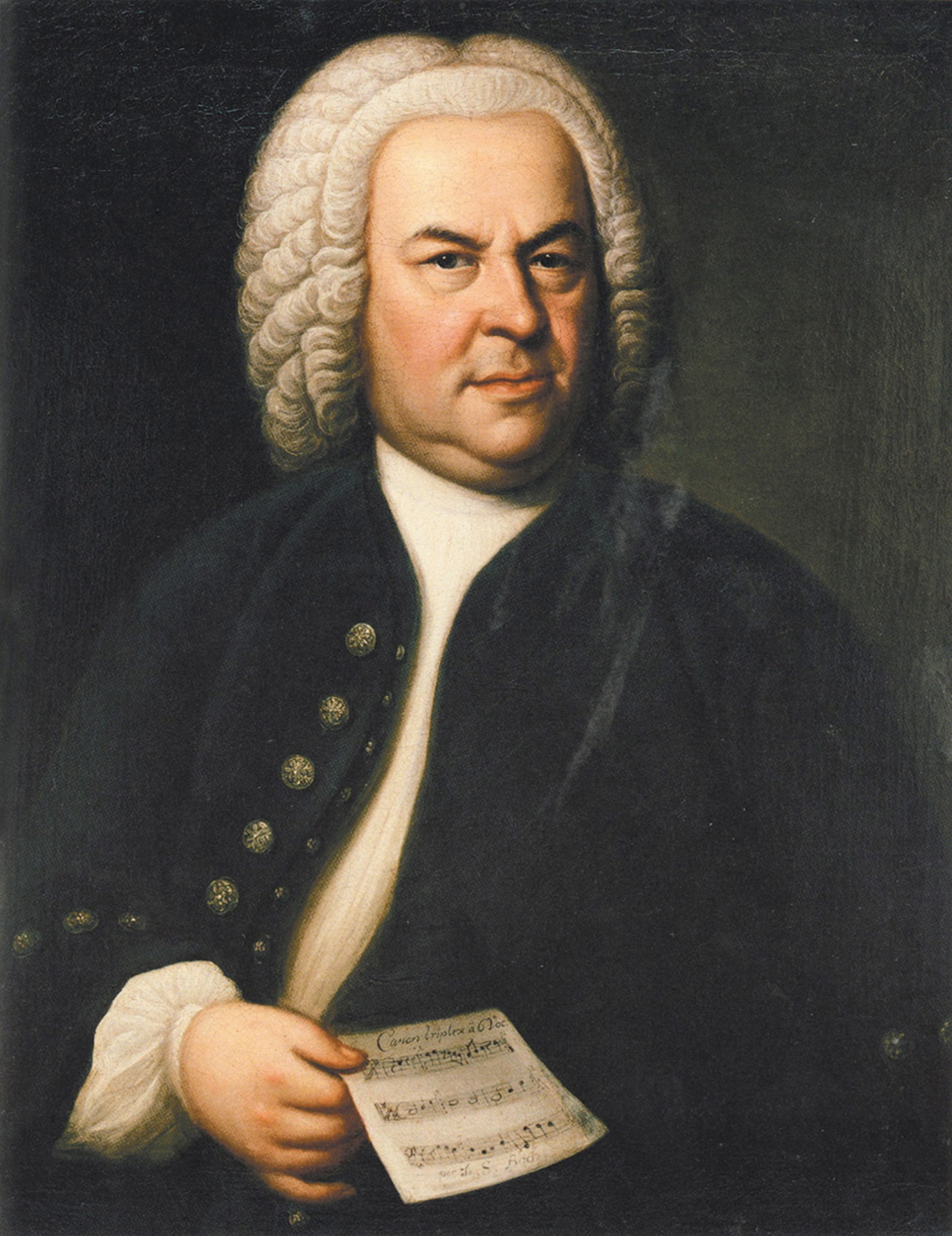
Johann Sebastian Bach, compositor de la cantata.

Lobe den Herren, den mächtigen König der Ehren (Alabado sea el Señor, poderoso Rey del honor), BWV 137, es una cantata compuesta por Johann Sebastian Bach en Leipzig para el duodécimo domingo después de la Trinidad y la estrenó el 19 de agosto de 1725. La cantata coral se basa en el himno de Joachim Neander (1680).

## Historia y texto
Bach compuso la cantata para el duodécimo domingo después de la Trinidad y forma parte de un ciclo de cantatas corales que compuso en Leipzig durante un periodo de dos años, 1724-1725. En 1724, su segundo año en la ciudad, había compuesto cantatas corales entre el primer domingo después de la Trinidad de 1724 y el Domingo de Ramos, pero para Pascua había vuelto a las cantatas sobre textos más variados, posiblemente porque había perdido a su libretista. Más tarde, volvió a componer cantatas corales para completar su segundo ciclo anual. Esta cantata es una de las obras que lo completan. Se basa por completo en la letra inalterada del himno «Lobe den Herren, den mächtigen König der Ehren» (1680) de Joachim Neander.
Las lecturas prescritas para el domingo eran de la Segunda epístola a los corintios, el ministerio del Espíritu (2 Corintios 3:4-11), y del Evangelio de Marcos, la curación de un sordomudo (Marcos 7:31-37). A diferencia de la mayoría de las cantatas corales del segundo ciclo, pero de forma similar a la temprana Christ lag in Todes Banden, BWV 4, Bach dejó el texto coral sin cambios, por tanto sin referencia a las lecturas.
John Eliot Gardiner supone, teniendo en cuenta la instrumentación festiva y el contenido general de alabanza y acción de gracias, que la cantata también se interpretó ese año para celebrar la Ratswahl, la toma de posesión del ayuntamiento. Bach utilizó en 1729 la configuración del coral final, transpuesta a re mayor, para concluir la cantata nupcial Herr Gott, Beherrscher aller Dinge, BWV 120a con las dos últimas estrofas del himno.

## Partitura y estructura
La cantata, en cinco movimientos, tiene una partitura festiva para cuatro solistas, soprano, contralto, tenor y bajo, un coro a cuatro voces y un conjunto instrumental barroco de tres trompetas, timbales, dos oboes, dos violines, viola y bajo continuo.
1. Coro: Lobe den Herren, den mächtigen König der Ehren
2. Aria (alto): Lobe den Herren, der alles so herrlich regieret
3. Aria (soprano, bajo): Lobe den Herren, der künstlich und fein dich bereitet
4. Aria (tenor): Lobe den Herren, der deinen Stand sichtbar gesegnet
5. Coral: Lobe den Herren, was in mir ist, lobe den Namen

## Análisis musical
Como observaron Alfred Dürr y Gardiner, tanto el texto como la melodía coral están presentes en todos los movimientos. La cantata está construida en simetría: la soprano lleva la melodía en los movimientos exteriores, en el segundo movimiento la canta la contralto y en el cuarto movimiento la interpreta la trompeta. En el movimiento central, tanto el comienzo del tema vocal como el instrumental se derivan de él en el marco más íntimo de la obra. La melodía en forma bar tiene un Stollen de inusuales cinco compases y alcanza el clímax al comienzo del Abgesang, que Bach también subraya de diversas maneras en los movimientos.
En el coro de apertura, las trompetas, los oboes y las cuerdas interpretan un concierto; la soprano canta el cantus firmus mientras las voces inferiores preparan las entradas por imitación de los motivos instrumentales. Para las palabras «Kommet zu Hauf, Psalter und Harfen, wacht auf» (¡Venid a la multitud, salterio y arpas, despertad!), la configuración es homofónica y acentuada.
En el segundo movimiento, un violín acompaña la melodía embellecida del coral. Bach incluyó este movimiento en sus Corales Schübler, pero sobre un texto para Adviento, «Kommst du nun, Jesu, vom Himmel herunter auf Erden».
En gran contraste con do mayor y sol mayor, el dúo central está en mi menor. Dos oboes en obbligato participan en la composición. De forma inusual, la primera sección vocal se repite tres veces; sólo las palabras «In wieviel Not»" (en cuánto sufro) están ambientadas de forma diferente en «lento descenso cromático».
El cuarto movimiento está en la menor, pero el cantus firmus de la trompeta está sin embargo en do mayor, en «una batalla por la supremacía armónica». En el movimiento final de su Oratorio de Navidad, Bach incluiría más tarde el coral en modo dórico en un concierto en re mayor. La línea vocal independiente cita varias veces partes de la melodía coral. Las palabras «Denke daran» (considera esto) están acentuadas en un compás diferente.
Bach estableció el coral de cierre para cuatro partes vocales, dobladas por las cuerdas y los oboes, en un estilo más bien homofónico, pero añade un segundo cuarteto formado con las tres trompetas y los timbales, la primera trompeta «[elevándose] por encima de todo», ilustrando eficazmente las palabras de las líneas finales para una conclusión afirmativa. Gardiner señala que Bach «sabía exactamente cómo utilizar mejor los recursos de la orquesta ceremonial dirigida por trompetas y el coro de su época para transmitir una alegría y majestuosidad desenfrenadas».

## Grabaciones
- Bach Made in Germany Vol. 1 – Cantatas VII, Günther Ramin, Thomanerchor, Gewandhausorchester, solistas del Thomanerchor, Helmut Krebs, Franz Kelch, Eterna 1953
- J. S. Bach: Cantatas BWV 137 & BWV 190, Hans Thamm, Windsbacher Knabenchor, Consortium Musicum, Teresa Żylis-Gara, Ingeborg Ruß, Peter Schreier, Franz Crass, EMI 1966
- Les Grandes Cantates de J.S. Bach Vol. 27, Fritz Werner, Heinrich-Schütz-Chor Heilbronn, Pforzheim Chamber Orchestra, Ingeborg Reichelt, Barbara Scherler, Friedrich Melzer, Bruce Abel, Erato 1973
- Bach Cantatas Vol. 4 – Sundays after Trinity I, Karl Richter, Münchener Bach-Chor, Münchener Bach-Orchester, Edith Mathis, Julia Hamari, Peter Schreier, Dietrich Fischer-Dieskau, Archiv Produktion 1977
- Die Bach Kantate Vol. 10, Helmuth Rilling, Gächinger Kantorei, Bach-Collegium Stuttgart, Arleen Augér, Gabriele Schreckenbach, Adalbert Kraus, Walter Heldwein, Hänssler 1982
- Bach Made in Germany Vol. 4 – Cantatas IV, Hans-Joachim Rotzsch, Thomanerchor, Neues Bachisches Collegium Musicum, Arleen Augér, Ortrun Wenkel, Peter Schreier, Theo Adam, Eterna 1982
- J. S. Bach: Das Kantatenwerk – Sacred Cantatas Vol. 2, Nikolaus Harnoncourt, Tölzer Knabenchor & Chorus Viennensis, Concentus Musicus Wien, boy soprano of the Tölzer Knabenchor, Paul Esswood, Kurt Equiluz, Albert Hartinger, Teldec 1983
- Bach Edition Vol. 19 – Cantatas Vol. 10, conductor Pieter Jan Leusink, Holland Boys Choir, Netherlands Bach Collegium, Marjon Strijk, Sytse Buwalda, Knut Schoch, Bas Ramselaar, Brilliant Classics 2000
- Bach Cantatas Vol. 6: Köthen/Frankfurt, John Eliot Gardiner, Monteverdi Choir, English Baroque Soloists, Katharine Fuge, Robin Tyson, Christoph Genz, Peter Harvey, Soli Deo Gloria 2000
- J. S. Bach: Complete Cantatas Vol. 18, Ton Koopman, Amsterdam Baroque Orchestra & Choir, Johannette Zomer, Christoph Prégardien, Klaus Mertens, Antoine Marchand 2002
- J. S. Bach: Cantatas Vol. 40, Masaaki Suzuki, Bach Collegium Japan, Yukari Nonoshita, Robin Blaze, Makoto Sakurada, Peter Kooy, BIS 2007